# 遠藤五郎
遠藤五郎（1880年3月10日—1958年3月16日）是大日本帝国陸軍軍人。最終军衔为陸軍少将。
1902年，陆军士官学校第14期毕业。1924年12月，任广岛陆军幼年学校校长。1926年3月，晋升为陆军步兵大佐。1928年4月，任东京陆军幼年学校校长。1929年8月，任步兵第34联队长。1931年8月，晋升为陆军少将。